# Chaani Kubwa
Chaani Kubwa è una circoscrizione rurale (rural ward) della Tanzania situata nel distretto di Kaskazini A, regione di Zanzibar Nord. Conta una popolazione di 3 030 abitanti (censimento 2012).